# Nistertal

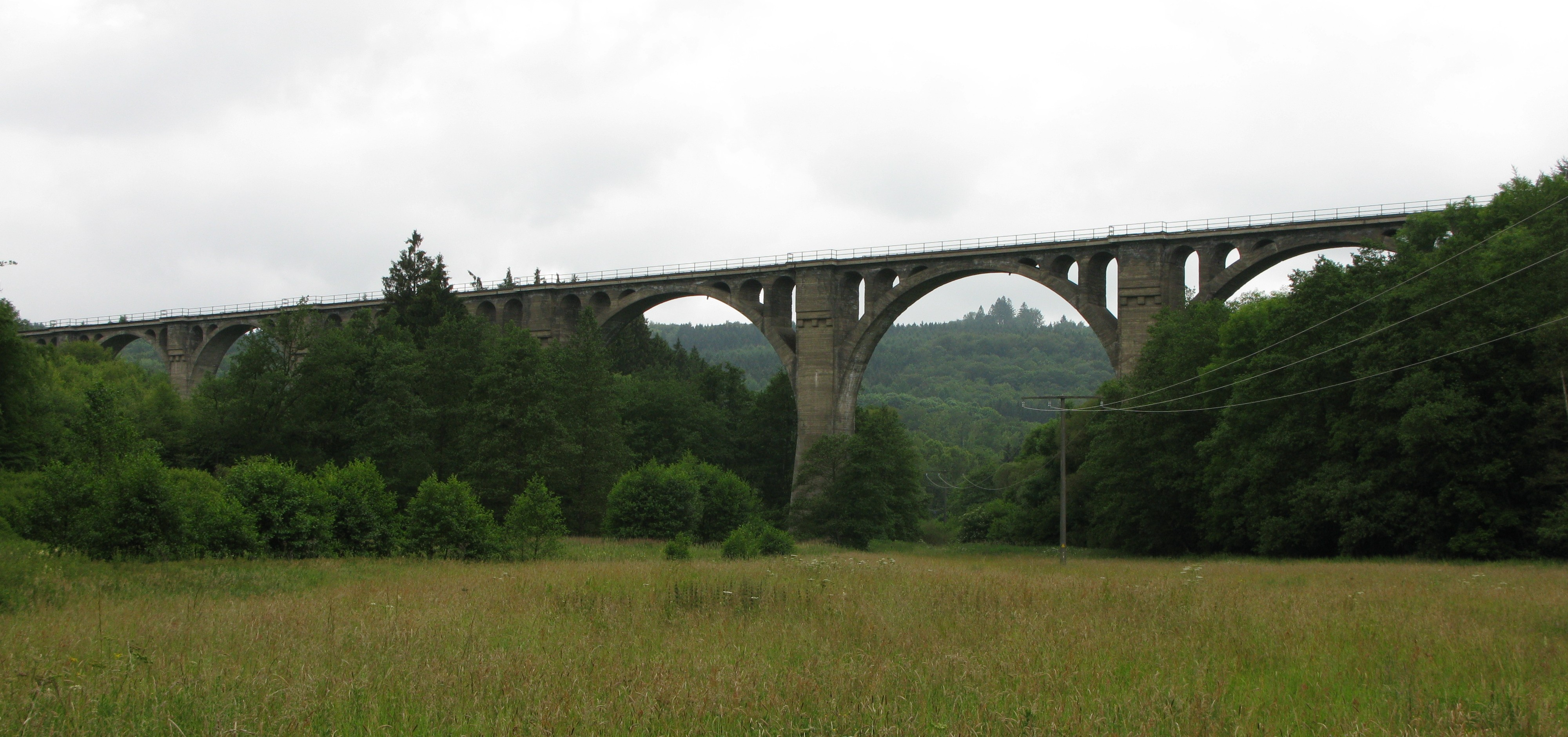
Erbacher Brücke über das Nistertal

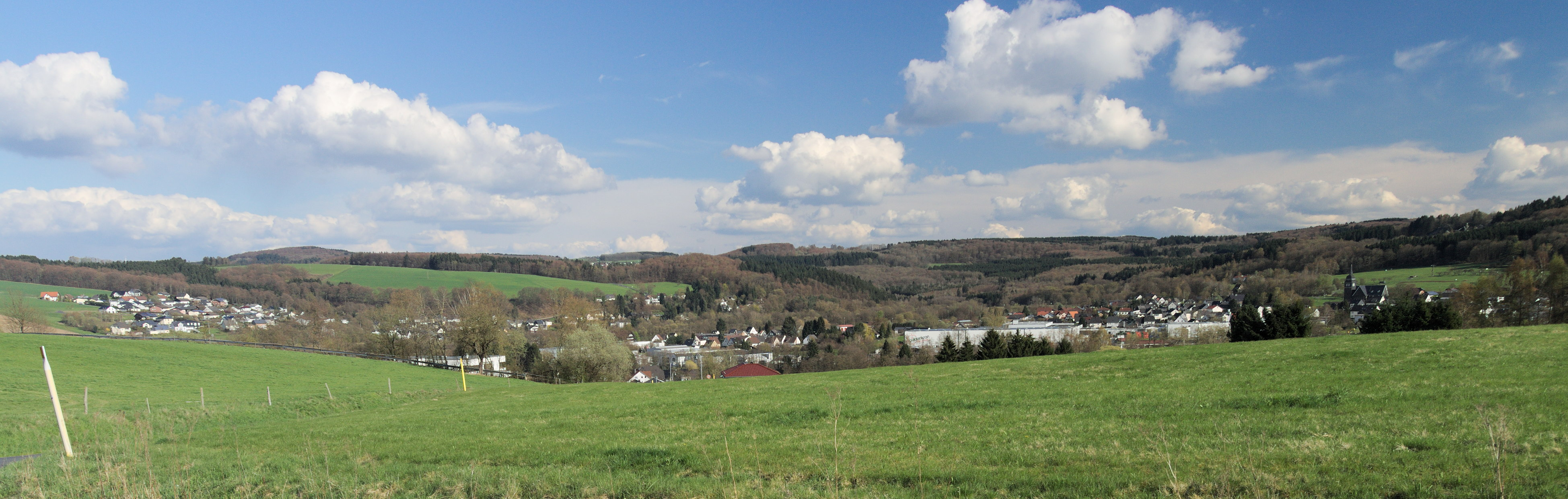
Blick auf Nistertal von oberhalb Hirtscheid

Nistertal ist eine Ortsgemeinde im Westerwaldkreis in Rheinland-Pfalz. Sie gehört der Verbandsgemeinde Bad Marienberg (Westerwald) an.

## Geographie
Die Gemeinde liegt im Westerwald zwischen Limburg und Siegen.
Nistertal besteht aus den Ortsteilen Büdingen mit dem Wohnplatz Büdinger Mühle sowie Erbach mit den Wohnplätzen Birkenhof und Talhof (mundartlich: Bejrenge und Äärwisch).

## Geschichte
Die erste urkundliche Erwähnung von Büdingen stammt aus dem Jahre 1274. Erbach wurde 1353 erstmals genannt.
Büdingen gehörte spätestens ab der zweiten Hälfte des 15. Jahrhunderts zum Kirchspiel und Gericht Rotenhain. Aus dem Kirchspiel wurde der Ort 1563 im Zug der Reformation herausgelöst und nach Marienberg umgepfarrt. 1719 wurde die Errichtung einer Mühle an der Nister bei Büdingen erlaubt. Deren Bezeichnung „Neue Mühle“ deutet auf eine ältere, in der Nähe vorhandene Mühle hin.
1922 wurde im Ort die Kirche Assumptionis B Mariae V erbaut. Im folgenden Jahr schied der Ort aus der Pfarrei Rotenhain aus und wurde zur Pfarrvikarie.
Die Gemeinde Nistertal wurde am 7. Juni 1969 im Zuge der rheinland-pfälzischen Verwaltungsreform aus den aufgelösten Gemeinden Büdingen (558 Einwohner) und Erbach (Westerwald) (599 Einwohner) neu gebildet. Die zwischen den beiden Orten fließende Große Nister bildete über Jahrhunderte hin eine Grenze in politischer, sprachlicher und konfessioneller Hinsicht. Die geographische Bezeichnung Nistertal wurde bereits vor der Gründung der gleichnamigen Gemeinde als Markenname des im benachbarten Wissen ansässigen Nutzfahrzeugherstellers Nistertal Walter Niepenberg Maschinenfabrik verwendet.
Bevölkerungsentwicklung
In Büdingen wurden im Jahr 1545 fünf Türkensteuerpflichtige registriert, 1578 sechs Feuerstellen, 1711 elf Familien, 1809 164 Einwohner und 1851 56 Familien.
Die Entwicklung der Einwohnerzahl bezogen auf das heutige Gebiet der Ortsgemeinde Nistertal, die Werte von 1871 bis 1987 beruhen auf Volkszählungen:
| Jahr | Einwohner |
| ---- | --------- |
| 1815 | 333       |
| 1835 | 406       |
| 1871 | 398       |
| 1905 | 601       |
| 1939 | 964       |
| 1950 | 1.046     |

| Jahr | Einwohner |
| ---- | --------- |
| 1961 | 1.124     |
| 1970 | 1.225     |
| 1987 | 1.151     |
| 1997 | 1.360     |
| 2005 | 1.326     |
| 2017 | 1.222     |

## Politik

### Bürgermeister
Christian Benner wurde am 22. Juli 2016 Ortsbürgermeister von Nistertal. Bei der Direktwahl am 26. Mai 2019 wurde er mit einem Stimmenanteil von 86,02 % für weitere fünf Jahre in seinem Amt bestätigt. Er wurde im Juni 2024 wiedergewählt.
Benners Vorgängerin Beate Held hatte das Amt nach sechseinhalb Jahren aus zeitlichen Gründen zum 30. Juni 2016 niedergelegt.

### Wappen
| | Blasonierung: „Gespalten im Wellenschnitt und geteilt, oben vorne in Blau ein silbernes Sechseck, darin ein schwarzes Schlägel und Eisen, oben hinten in Gold ein grüner Erlenzweig mit zwei Blättern und drei Früchten links, unten eine wachsende dreirundbogige Brücke bis zur Teilung in verwechselten Farben.“ |
| Wappenbegründung: Die beiden oberen Wappenfiguren stehen für die beiden Ortsteile Büdingen und Erbach. Das Sechseck und die Berghämmer symbolisieren das reiche Basaltvorkommen und dessen Abbau als charakteristische Industrie und Erwerbsquelle der Gemeinde. Der Erlenzweig deutet den Ortsteilnamen Erbach als Erlenbach. Die Wellenspaltung verdeutlicht die Lage der Gemeinde an der Nister, Büdingen links und Erbach rechts. Die den unteren Wappenteil ausfüllende Brücke ist Symbol für die Erbacher Brücke sowie die Straßenbrücke zwischen den Ortsteilen. Die Farben Gold und Blau sind die nassauischen Wappenfarben. Sie deuten auf die jahrhundertelange Territorialzugehörigkeit der Gemeinde hin. Das Wappen wurde von Günter Kolbe entworfen. | |

## Bauwerke

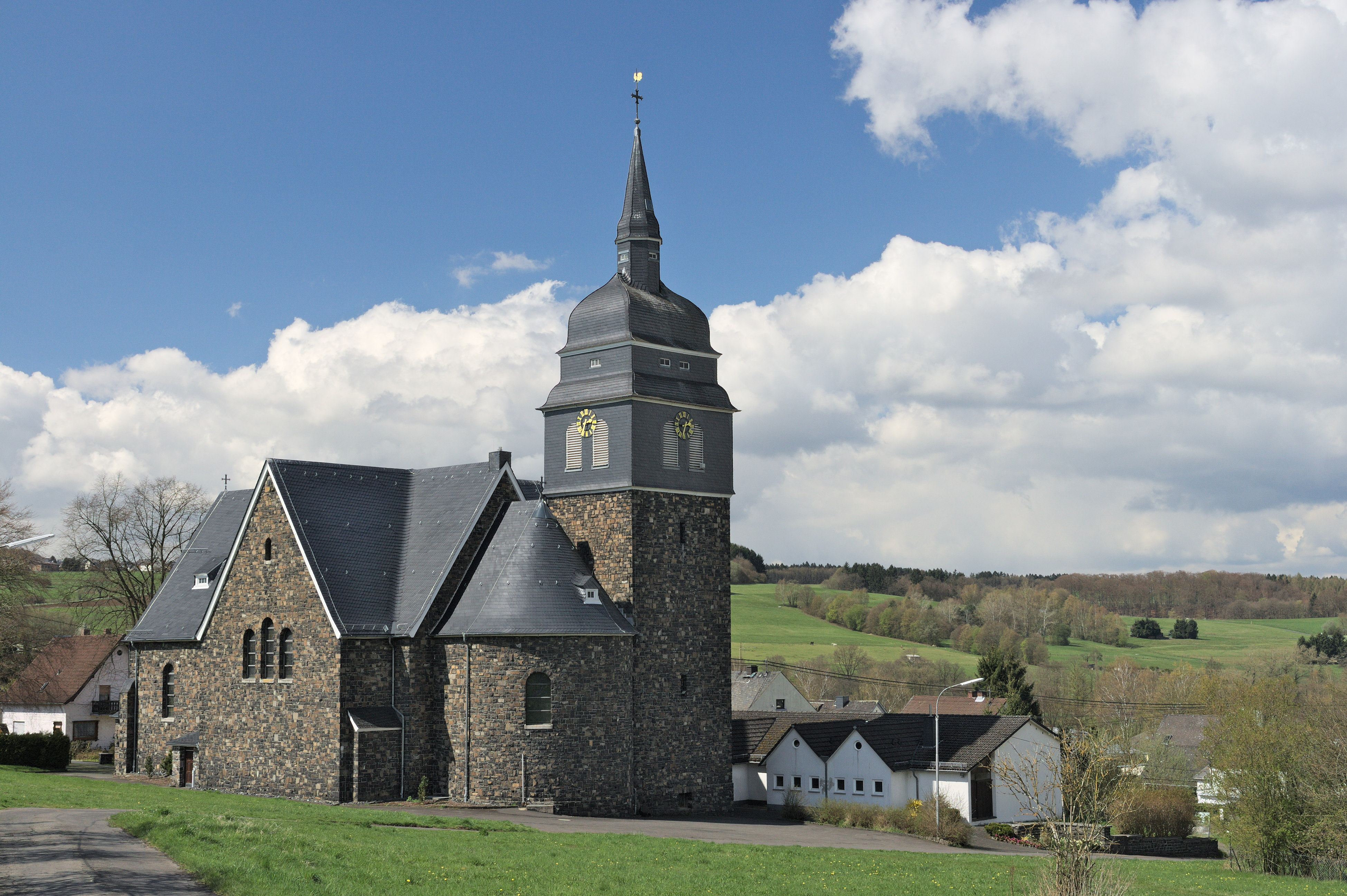
St. Mariä Himmelfahrt in Büdingen

Die bei Erbach über die Nister führende Eisenbahnbrücke war bei ihrer Fertigstellung 1911 die größte Betonbrücke Deutschlands. Mit etwa 300 m Länge und fast 40 m Höhe, damals noch ohne Stahlarmierung gebaut, galt sie als Wunder der Technik. Nach der Stilllegung der Bahnstrecke Erbach–Fehl-Ritzhausen 1971 für den Personenverkehr blieb die Erbacher Brücke als technisches Baudenkmal erhalten.
Ebenfalls erwähnenswert ist die „Wasserbrücke“. Bei dieser Brücke wird das Wasser über die Gleisanlagen von der Strecke Nistertal-Bad Marienberg geleitet.

## Verkehr

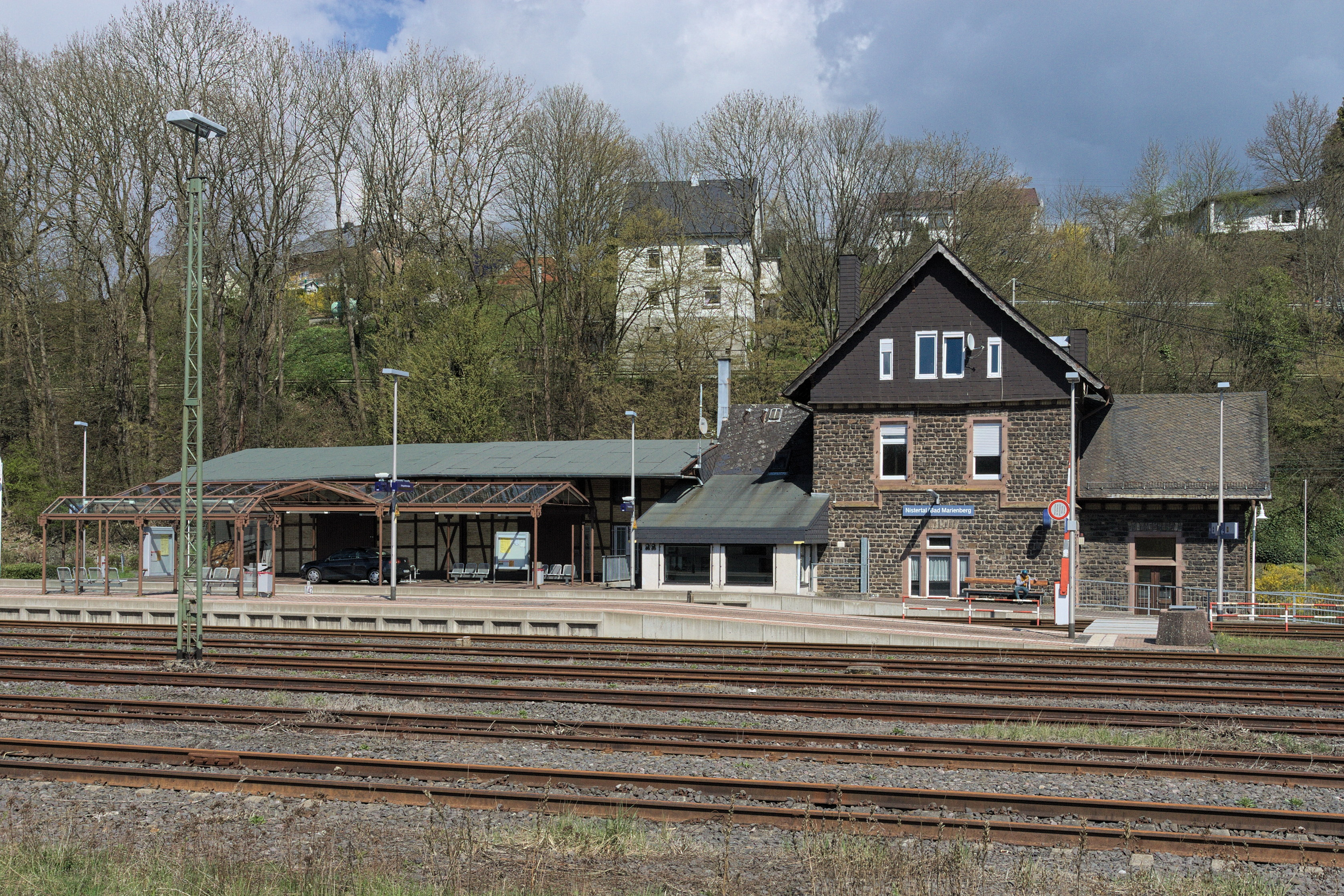
Bahnhof Nistertal-Bad Marienberg

- Nördlich des Ortes verläuft die B 414 von Driedorf-Hohenroth nach Hachenburg.
- Die nächsten Autobahnanschlussstellen sind Montabaur an der A 3 Köln–Frankfurt am Main, etwa 25 Kilometer entfernt, und Haiger/Burbach an der A 45 Dortmund–Hanau, etwa 27 Kilometer entfernt.
- Nistertal ist durch den Bahnhof Nistertal-Bad Marienberg sowie den Bahnhaltepunkt Büdingen (Westerwald) an die Bahnstrecke Limburg–Altenkirchen (Oberwesterwaldbahn) angeschlossen, auf welcher die  Regionalbahnlinie 90 (Westerwald-Sieg-Bahn) der Hessischen Landesbahn nach dem Rheinland-Pfalz-Takt stündlich verkehren.
- Die Bahnstrecke Erbach-Fehl-Ritzhausen über Bahnhof Bad Marienberg nach Fehl-Ritzhausen ist heute ohne Personenverkehr.
- Am Bahnhof Au (Sieg) besteht Anschluss an den RE 9, welcher als Rhein-Sieg-Express von Aachen über Köln, Siegburg/Bonn und Betzdorf nach Siegen verkehrt, zur S-Bahn Linie 12 Köln – Siegburg/Bonn – Au(Sieg) sowie zur RB der Hessischen Landesbahn von Au nach Siegen.
- Am Bahnhof Limburg (Lahn) besteht Anschluss zu Regionalzügen in Richtung Frankfurt, Wiesbaden, Gießen/Fulda, Koblenz und Montabaur/Siershahn.